# أزهر بن مروان
أزهر بن مروان الرقاشي النواء البصري مولى بني هاشم، ولقبه فريخ. من رواة الحديث وهو ثقة.

## روايته للحديث النبوي
- روى عن: بشر بن منصور السليمي، وتمام بن بزيع الطفاوي، وجعفر بن سليمان الضبعي، والحارث بن نبهان، وحماد بن زيد، وداود بن الزبرقان، وسالم أبي جميع، وأبي الحتروش شملة بن هزال، وصالح المري، وأبي عاصم الضحاك بن مخلد، وعبد الله بن عرادة الشيباني، وعبد الأعلى بن عبد الاعلى ، وعبد الواحد بن زياد، وعبد الوارث بن سعيد ، وغسان بن برزين، وفضيل بن عياض، وقزعة بن سويد بن حجير الباهلي، ومحمد بن دينار، ومحمد بن سواء ، ومسكين أبي فاطمة، ومسمع بن عاصم، وموسى بن المغيرة ويزيد بن زريع.
- روى عنه: الترمذي، وابن ماجه، وإبراهيم بن إسحاق الحربي، وإبراهيم بن عبد السلام الوشاء، وإبراهيم بن عيسى البصري، وأحمد بن حماد بن سفيان الكوفي القاضي، وأبو بكر أحمد بن عمرو بن أبي عاصم، والحسن بن علي بن شبيب المعمري، والحسين بن إسحاق التستري، وأبو بكر عبد الله بن محمد بن أبي الدنيا، وعبد الله بن محمد بن ناجية، وعبدان الأهوازي، وعلي بن سعيد بن بشير الرازي، ومحمد بن أحمد بن سعيد بن كسا الواسطي، وأبو بكر محمد بن عبد الله القرشي العبدي، وموسى بن زكريا التستري، وموسى بن هارون الحمال.[1]

## الجرح والتعديل
أقوال العلماء فيه:
- قال أبو حاتم بن حبان البستي: «مستقيم الحديث».
- قال ابن حجر العسقلاني: «صدوق».
- قال الذهبي: «صدوق».
- قال مسلمة بن القاسم الأندلسي: «ثقة».
- قال مصنفوا تحرير تقريب التهذيب: «ثقة، وروى عنه بقي بن مخلد الأندلسي وهو لا يروي إلا عن ثقة، ولا نعلم فيه جرحا».